# John Walter Smith

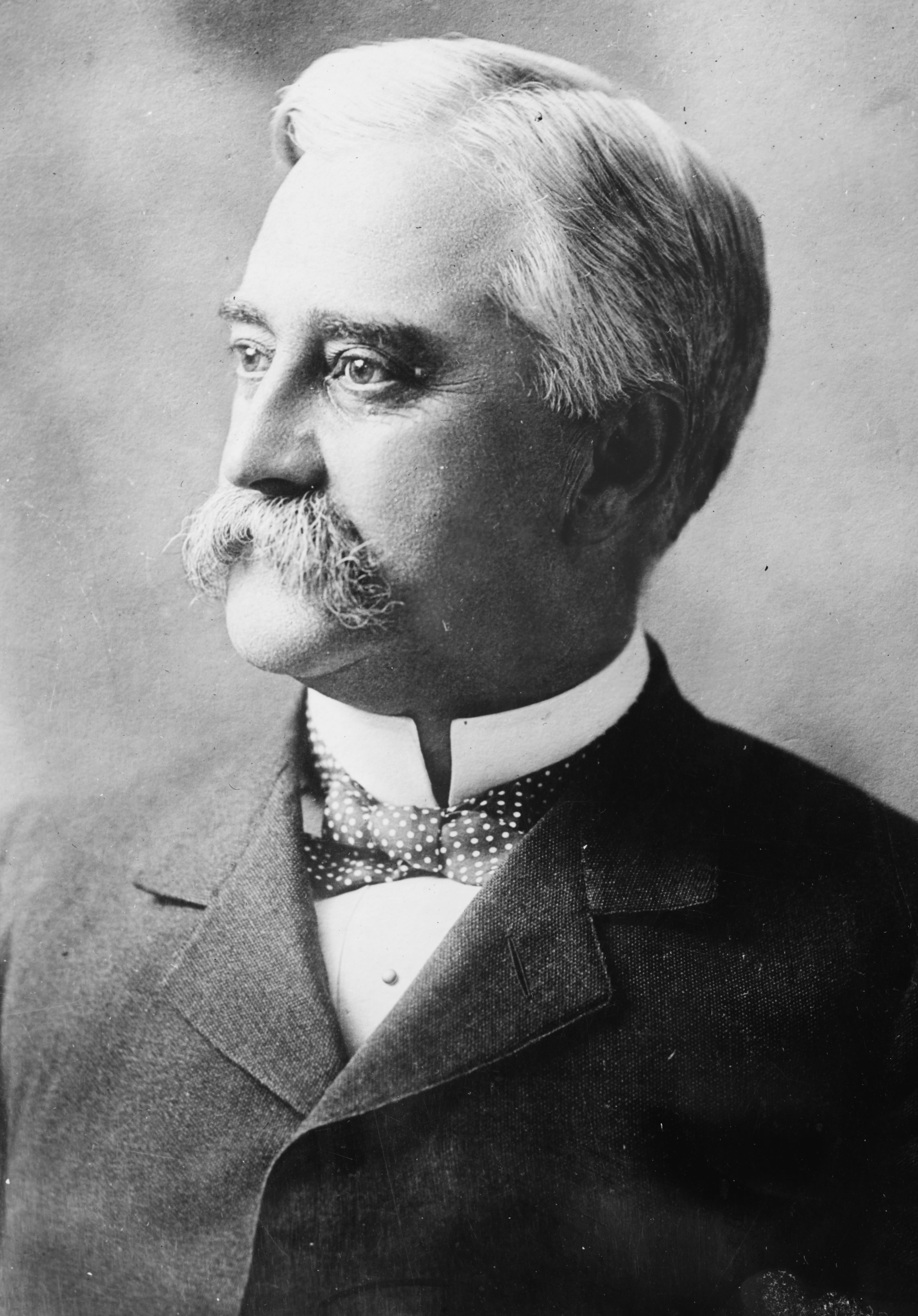
John Walter Smith

John Walter Smith (* 5. Februar 1845 im Worcester County, Maryland; † 19. April 1925 in Baltimore, Maryland) war ein US-amerikanischer Politiker und von 1900 bis 1904 Gouverneur des Bundesstaates Maryland. Außerdem vertrat er seinen Staat in beiden Kammern des US-Kongresses.

## Frühe Jahre und politischer Aufstieg
Nach dem frühen Tod seiner Eltern wuchs John Smith als Waisenkind auf. Er wurde von dem späteren US-Senator Ephraim King Wilson erzogen. Smith besuchte private Schulen und die Union Academy. Danach arbeitete er im Holzgeschäft und im Versicherungsgewerbe. Smith war auch noch an vielen anderen Geschäften in Maryland, Virginia und North Carolina beteiligt. Er wurde unter anderem Präsident der First National Bank in Snow Hill.
Smith war Mitglied der Demokratischen Partei. In den Jahren 1889, 1893 und 1897 wurde er in den Senat von Maryland gewählt. Im Jahr 1894 war er Senatspräsident. Nach dem Tod von Senator Ephraim Wilson im Jahr 1891 hoffte er vergeblich zu dessen Nachfolger bestimmt zu werden. Zwischen dem 4. März 1899 und dem 12. Januar 1900 vertrat er seinen Staat im US-Repräsentantenhaus in Washington.

## Gouverneur von Maryland
Im Jahr 1899 wurde Smith überraschend von seiner Partei als Kandidat für die anstehende Gouverneurswahl nominiert. Nachdem er bei der Wahl am 7. November 1899 den Amtsinhaber Lloyd Lowndes schlagen konnte, konnte er am 10. Januar 1900 seine vierjährige Amtszeit antreten. Gleichzeitig legte er sein Mandat im Kongress nieder. In seiner Amtszeit wurde das Schulsystem in Maryland verbessert. Damals wurde unter anderem ein erstes Gesetz über freie Schulbücher erlassen. Auch die gesundheitspolitischen Gesetze wurden geändert und damit das Gesundheitswesen ganz allgemein verbessert. Damals entstand auch eine Heilanstalt für an Tuberkulose erkrankte Patienten. Die Landwirtschaftsschule des Staates wurde neu organisiert und dem Staat unterstellt. Die Organisation von Wahlen wurde verbessert. Der Gouverneur arbeitete außerdem am Abbau der Staatsverschuldung.

## US-Senator
Smiths Amtszeit als Gouverneur endete am 13. Januar 1904. Im selben Jahr bewarb er sich erfolglos um einen Sitz im Senat. Nach dem Tod von Senator William Pinkney Whyte im Jahr 1908 wurde er zu dessen Nachfolger als Class-3-Senator ernannt. Smith beendete die von Whyte begonnene Legislaturperiode und wurde in den Jahren 1908 und 1914 jeweils wieder gewählt. Damit war er zwischen dem 25. März 1908 und dem 3. März 1921 als Vertreter Marylands im US-Senat. Dort war er Mitglied mehrerer Ausschüsse (Committee to Investigate Trespassers Upon Land, Committee on the District of Columbia und Committee to Examine Branches of the Civil Service). Im Jahr 1920 scheiterte der Versuch einer Wiederwahl. Sein Sitz im Senat ging an Ovington Weller verloren.
Nach dem Ende seiner Zeit im US-Kongress zog sich Smith aus der Politik zurück und widmete sich seinen privaten Interessen. Er starb im April 1925 in Baltimore. Mit seiner Frau Mary Francis Richardson hatte er zwei Kinder.